# 売却
売却（ばいきゃく、英語: Divestiture or Divestment）は売り渡すことで、特に最近企業がその一部を他社へ売ることを指して使われることが多い言葉。

## 買収と売却
企業が他社からその一部を買い取ることを「企業買収」または「投資」といい、これは最近「M&A」（合併 Merger＆買収 Acquisition）と呼ばれる企業成長戦略の大切な一面であるが、その過程で「企業売却」もしばしば行われる。企業がその一部を所有権を持ったまま独立採算会社にすることは、「スピンオフ」と呼ばれる。

## 企業売却の原因
企業がその一部を売却する原因は、多種多様である。 まず、そのビジネスが企業が資源を集中したい分野から外れてきたということで、多くのコングロマリットが直面する原因である。企業がより多くの資金を得るためにその一部を売却することもあり、また企業はある事業分野で独占的な実績を示すとみられる時に独占禁止を監視する当局からその一部を売却させられることもある。また、マネジメント・バイアウトで、売却対象の事業の経営者へ所有権を売ることもある。最近は社会的な圧力で、その一部を売却せざるを得ないこともあり、これには地球温暖化を防ぐためなどの理由での売却がある。
また、個人会社で後継者がいないなどの理由で企業を他社へ移譲するのも、企業売却でもある。

## 参照項目
- M&A
- 企業の社会的責任
- 金融経済学
- 売買
- 化石燃料利用停止運動（Fossil fuel phase-out）の中での、化石燃料関係の売却（Fossil fuel divestment）